# دالاس لانگ
دالاس لانگ (انگلیسی: Dallas Long؛ زادهٔ ۱۳ ژوئن ۱۹۴۰) پرتاب‌گر وزنه اهل ایالات متحده آمریکا بود.
وی در مسابقات کشوری و بین‌المللی در مجموع برندهٔ ۱ مدال طلا، ۱ مدال نقره، ۱ مدال برنز شده‌است.